# Urâciunea pustiirii

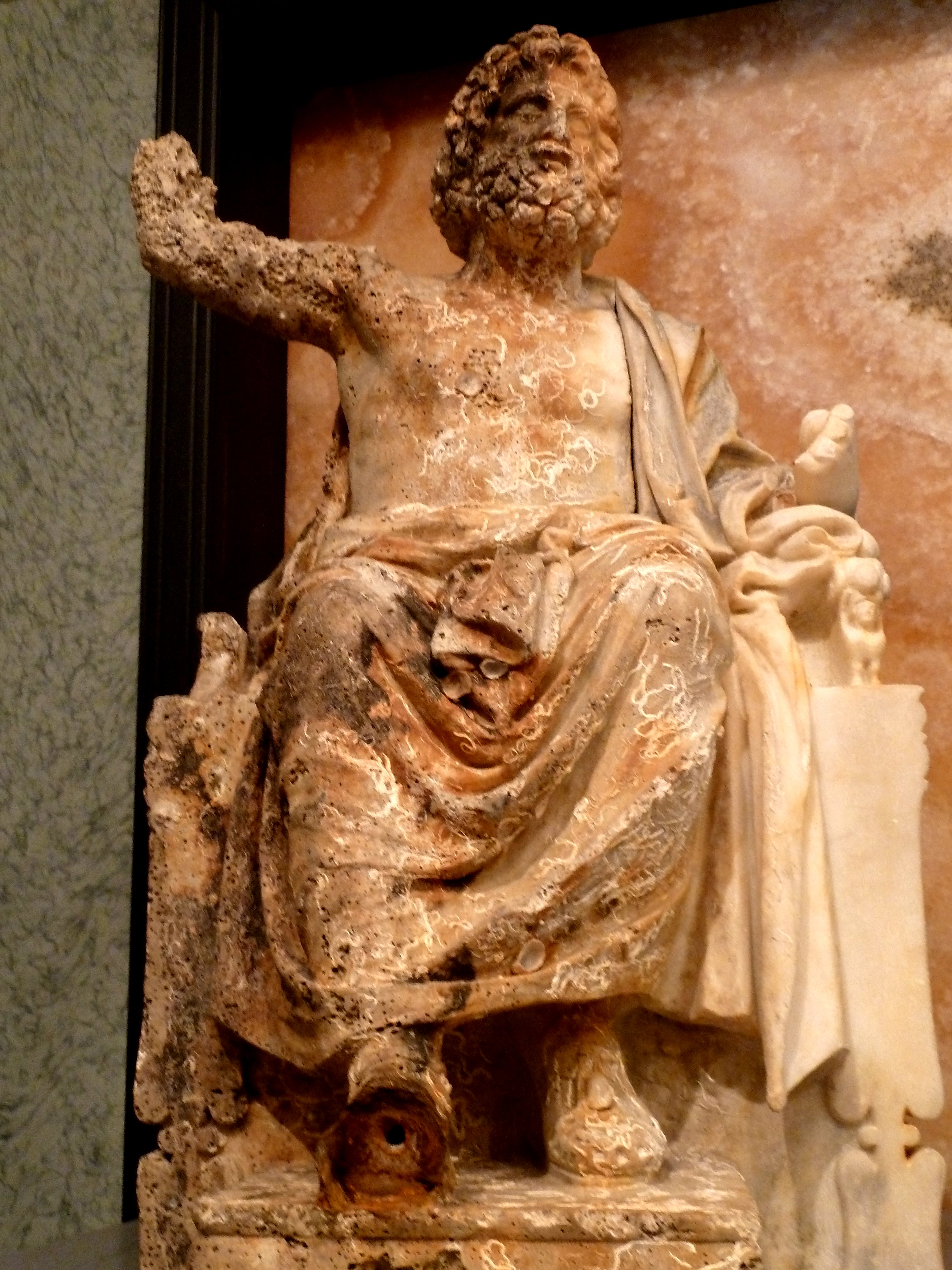
Zeus înscăunat (Grecia, c. 100 î.Hr.)

„Urâciunea pustiirii” este o frază din Cartea lui Daniel care descrie jertfele păgâne cu care regele grec Antioh al IV-lea Epifan a înlocuit jertfa de două ori pe zi din templul evreiesc sau, alternativ, altarul pe care s-au făcut astfel de ofrande.
În secolul I, expresia a fost preluată de autorii evangheliilor în contextul distrugerii romane a Ierusalimului și a templului în anul 70, în Evanghelia după Marcu „urâciunea pustiirii” apare într-un discurs al lui Isus cu privire la a doua venire. Este larg acceptat faptul că Marcu a fost sursa folosită de autorii Evangheliei după Matei și a celei după Luca pentru versetele lor paralele, Matei 24:15–16 adăugând o referință către Daniel  și Luca 21:20–21 dând o descriere a armatelor romane („Când veți vedea Ierusalimul înconjurat de oști, să știți că atunci pustiirea lui este aproape”). În toate cele trei evanghelii este probabil ca autorii să fi avut în vedere un viitor eveniment escatologic (adică, din timpul sfârșitului) și, poate, activitățile unui antihrist.

## Cartea lui Daniel

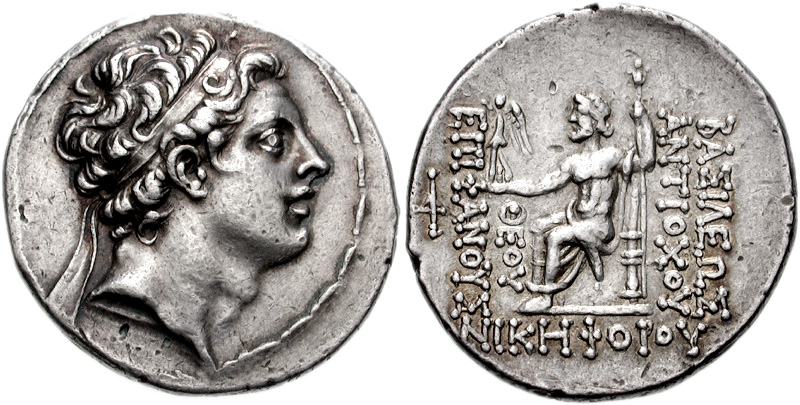
Moneda lui Antioh al IV-lea: inscripția scrie „Regele Antioh, manifestare a lui Dumnezeu, purtător al biruinței”

Capitolele 1–6 din Cartea lui Daniel au apărut ca o colecție de povești populare în rândul comunității evreiești la sfârșitul secolului al IV-lea până la începutul secolului al III-lea î.Hr.  În acel moment, un miel era jertfit de două ori pe zi, dimineața și seara, pe altarul templului evreiesc din Ierusalim. În 167 î.Hr., Antioh al IV-lea Epifan, regele dinastiei seleucide grecești care conducea atunci Palestina, a pus capăt acestei practici. Ca reacție la această interdicție, capitolele vizionare ale lui Daniel, capitolele 7–12, au fost adăugate pentru a-i asigura pe evrei că vor supraviețui acestei amenințări.  În Daniel 8, un înger (sau un sfânt) îl întreabă pe altul „În câtă vreme se va împlini vedenia despre desființarea jertfei necurmate și despre urâciunea pustiirii? Până când vor fi călcate în picioare Sfântul Locaș și oștirea?”; Daniel 9 vorbește despre „prințul care va veni” care „va înceta jertfele și jertfele și în locul lor va fi o urâciune pustiitoare”; Daniel 11 spune istoria arogantului rege străin care pune la cale „urâciunea pustiitorului”; iar în Daniel 12 i se spune profetului că „de la vremea când va înceta jertfa necurmată și de când se va așeza urâciunea pustiitorului, vor mai fi o mie două sute nouăzeci de zile”.
Una dintre cele mai populare vederi mai vechi a fost aceea de a considera „urâciunea” o deformare disprețuitoare a zeității feniciene Baal Shamin, „Stăpânul Cerului”; Philon din Byblos l-a identificat pe Baal Shamin cu zeul grecesc al cerului Zeus și, deoarece templul din Ierusalim a fost rededicat în onoarea lui Zeus (conform 2 Macabei 6:2), comentatorii mai în vârstă au avut tendința să-l urmeze pe filozoful Porfirie în a vedea „urâciunea”  statuia zeului grec al cerului. Mai recent, s-a sugerat că se face referire la anumite pietre sacre (posibil meteoriți) care au fost fixate pe altarul de jertfă al templului în scopul închinării păgâne, deoarece utilizarea unor astfel de pietre este bine-atestată în cultele canaanite și siriene. Ambele propuneri au fost criticate pe baza faptului că sunt prea speculative, sau depind de o analiză greșită, sau nu sunt potrivite cu contextul relevant din Cartea lui Daniel.  Studiile mai recente tind să vadă „urâciunea” ca o referire fie la ofrandele păgâne care au înlocuit ofranda evreiască interzisă de două ori pe zi (cf. Daniel 11:31, 12:11; 2 Macabei 6: 5), sau altarul păgân pe care se făceau astfel de jertfe.

## Noul Testament

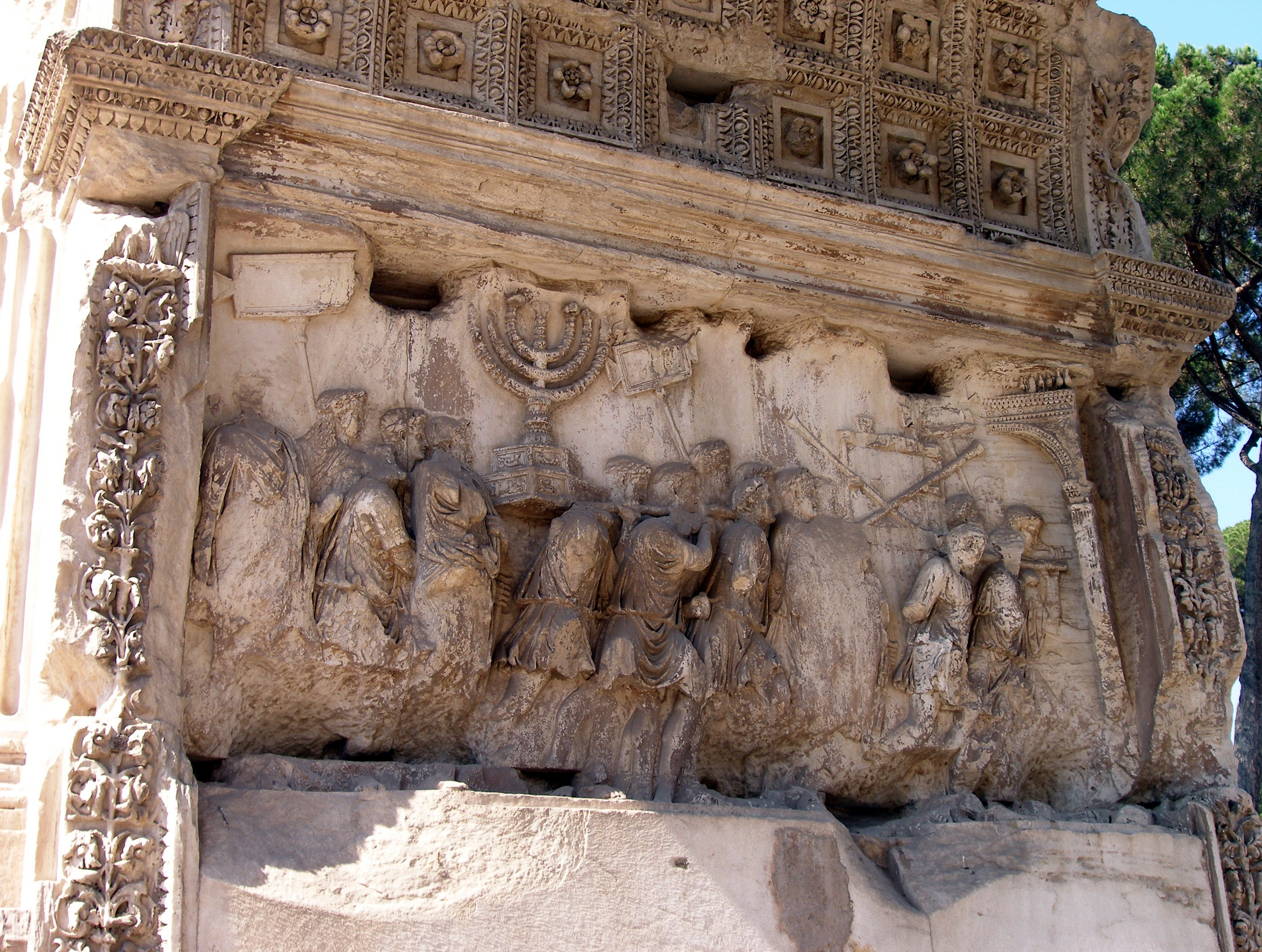
Arcul lui Titus din Roma, arătând prada capturată din Templul evreiesc din Ierusalim

În anul 63 î.Hr., romanii au capturat Ierusalimul, iar Iudeea a devenit un avanpost al Imperiului Roman, dar în anul 66 d.Hr. evreii s-au revoltat împotriva romanilor, așa cum au făcut anterior strămoșii lor împotriva lui Antioh. Primul revoltă a evreilor s-a încheiat în anul 70 d.Hr. când legiunile generalului roman Titus au înconjurat și în cele din urmă au capturat Ierusalimul; orașul și templul au fost rase de pe fața pământului, iar singurele locuințe până în prima treime a secolului următor au fost castre militare romane. Pe acest fundal au fost scrise evangheliile, a lui Marcu în jurul anului 70 d.Hr. și cele după Matei și Luca în jurul anilor 80–85. Este aproape sigur că niciunul dintre autori nu a fost martor ocular al vieții lui Isus,  iar Marcu a fost sursa folosită de autorii lui Matei și Luca pentru versetele lor despre „urâciunea pustiirii”.
Capitolul 13 al Evangheliei după Marcu este un discurs al lui Isus referitor la întoarcerea Fiului Omului și la venirea Împărăției lui Dumnezeu, care va fi semnalată de apariția „urâciunii pustiirii”. Începe cu Isus în templu informând ucenicii săi că „nici o piatră nu va rămâne aici una peste alta, toate vor fi dărâmate”; iar ucenicii întreabă când se va întâmpla acest lucru, iar în Marcu 13:14 Isus le spune: „Când veți vedea urâciunea pustiirii stând acolo unde nu se cade să fie – cine citește să înțeleagă –, atunci cei ce vor fi în Iudeea să fugă la munți.” (Marcu 13:14). Terminologia lui Marcu este extrasă din Daniel, dar el plasează împlinirea profeției în zilele sale, subliniind acest lucru în Marcu 13:30, afirmând că „generația aceasta nu va trece înainte ca toate aceste lucruri să se întâmple”. În timp ce „urâciunea” lui Daniel a fost probabil un altar sau un sacrificiu păgân, la Marcu (prin folosirea unui participiu masculin) este o persoană istorică concretă: au fost sugerați mai mulți candidați, dar cel mai probabil este Titus.
Majoritatea cercetătorilor cred că Marcu a fost sursa folosită de autorii lui Matei și Luca pentru versetele lor despre „urâciunea pustiirii”. Matei 24:15–16 este asemănător cu Marcu 13:14: „De aceea, când veți vedea urâciunea pustiirii, despre care a vorbit prorocul Daniel, așezată în Locul Sfânt – cine citește să înțeleagă! –  atunci, cei ce vor fi în Iudeea să fugă la munți;"; dar spre deosebire de Marcu, Matei folosește un participiu neutru în loc de unul masculin și îl identifică în mod explicit pe Daniel drept sursa lui profetică.  Luca 21:20–21 elimină în întregime „urâciunea”: „Când veți vedea Ierusalimul înconjurat de oști, să știți că atunci pustiirea lui este aproape.  Atunci, cei din Iudeea să fugă la munți, cei din mijlocul Ierusalimului să iasă din el și cei de prin ogoare să nu intre în el.” În toate trei este probabil ca autorii să fi avut în vedere un viitor eveniment escatologic (adică, din timpul sfârșitului) și, poate, activitățile unui antihrist.